# Selex
Selex fue una empresa catalana fabricante de componentes para la industria de la automoción, especialmente amortiguadores, fundada por Miquel Molons en 1960. Entre 1965 y 1983 creó varios automóviles de carreras a través de su departamento Selex Competición. La empresa tuvo su sede en la calle Córcega de Barcelona hasta que en 1998 se trasladó a Les Franqueses del Vallès. A finales de 2012 cerró definitivamente.

## Historia

### Inicios
Durante la década de 1950, Miquel Molons adquirió experiencia en la fabricación de todo tipo de amortiguadores. En 1958 construyó su primer automóvil, un midget con el que competía en este tipo de carreras.  Poco después, cuando el karting se introducía en Europa, Molons se interesó y fundó un equipo de carreras, que compitió en varios campeonatos catalanes hasta su disolución en 1965.
Molons fundó Selex en 1960 como taller de ingeniería dedicado a los amortiguadores. En 1965, la empresa construyó su primer coche, el Selex ST 1, un prototipo de Fórmula IV según el reglamento de aquella época, con chasis tubular y equipado con un motor de Ducati Sport 175 que entregaba 28 CV. Molons lo probó en un circuito de karts cerca de Pedralbes.
Después del prototipo, la empresa barcelonesa José Artés de Arcos S.A encargó a Selex la construcción de otro Fórmula IV, el Artés Guepardo. Presentado el 1966, este modelo tenía un chasis monocasco adaptable a los motores de los principales fabricantes catalanes de motocicletas del momento (Ducati Mototrans, Ossa, Bultaco i Montesa). Un Guepardo especial, equipado amb motor Honda, fue regalado al príncipe Rainier III de Mónaco.
Los Guepardo construidos de acuerdo a las especificaciones de la Fórmula 3 fueron equipados con motores de 1.000 cc de SEAT 850. En 1967, Jorge de Bagration probó un Guepardo equipado con motor Cosworth, pensado para competir en la XI Coupe Internationale de Vitesse des Formule 3 en Reims-Gueux, pero el coche no pudo clasificarse.

### Proyectos sin cuajar
El Campeador

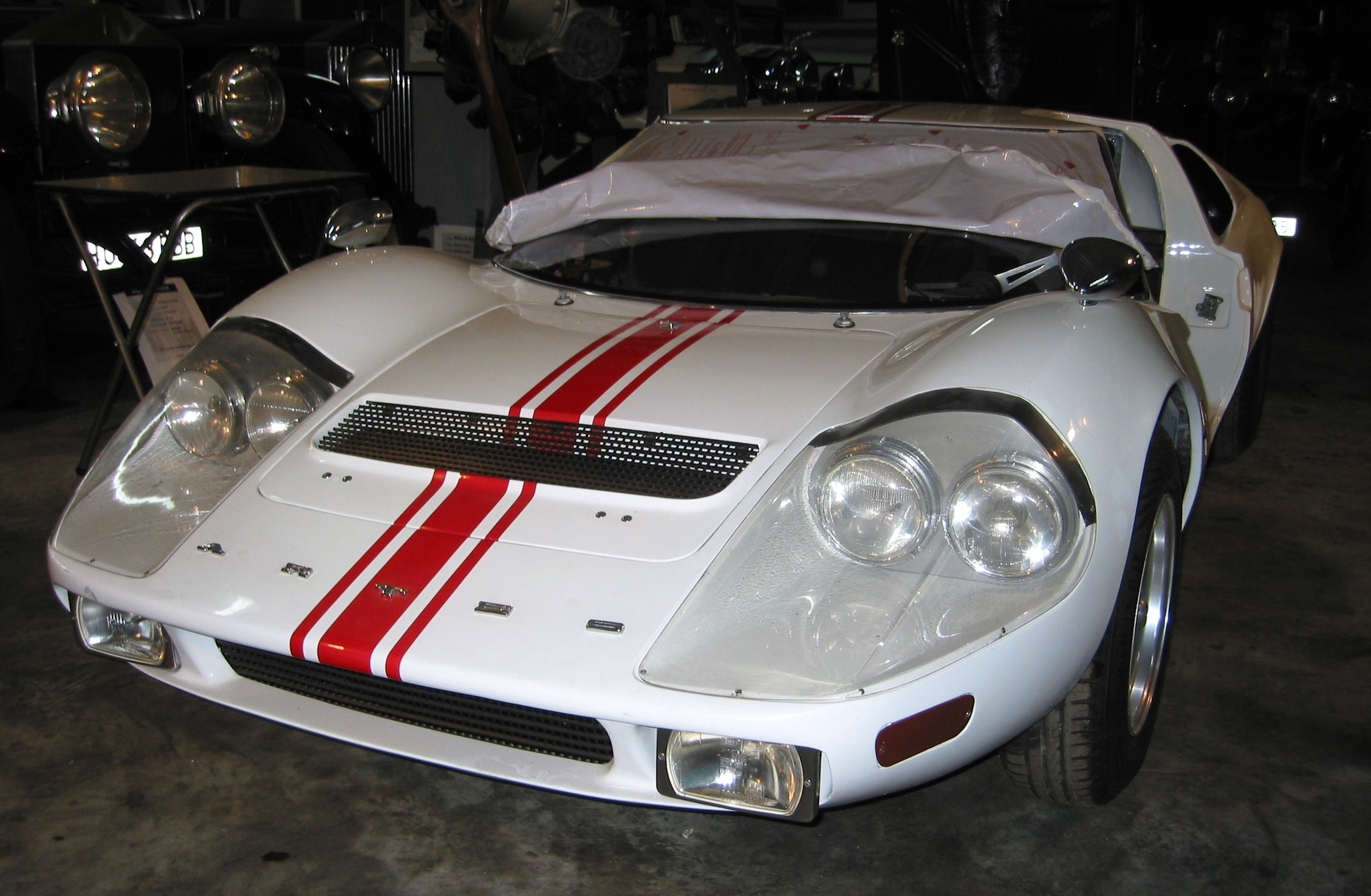
Vista frontal del Artés Campeador

Selex desarrolló también para José Artés de Arcos el Campeador, presentado en el Salón del Automóvil de Barcelona de 1967. Su chasis monocasco era obra de Selex, mientras la carrocería de fibra de vidrio la hacía Zipo, una empresa dirigida por Francisco Guitart. El montaje final se realizaba en la planta de Artés de Arcos. El Campeador fue equipado originalmente con un motor de SEAT 1500, el cual se sustituyó más tarde por uno de Gordini. Un incendio en los talleres Zipo destruyó todos los moldes para la carrocería, lo que impidió la construcción de ninguna otra unidad.
Fórmula 3 (ST-2)
Al año siguiente, 1968, Molons se asoció con Xavier Forcano y Ernesto García y pidió al ingeniero jefe de Selex, Jaume Xifré, que diseñara un nuevo coche de Fórmula 3.  Una vez terminado, el nuevo ST 2 -equipado con motor Renault - fue probado por Xavier Forcano y Ernesto García en el Circuit del Jarama. La idea era competir en el VII Trofeo Joan Jover, en Barcelona, pero al no pasar la aduana el motor Renault, Selex vendió el chasis a Antonio Madueño quien quería competir con él en campeonatos nacionales. Madueño encargó a Selex otro coche deportivo, el Cordobán, basado en el SEAT 124.
En 1970 se creó un nuevo Selex ST 2 equipado con un motor de Fórmula 3 Novamotor, que fue probado por el piloto suizo Jurg Dubler en el Circuito Paul Armagnac. Salvador Cañellas le hizo debutar en la Coupe de Printemps, la primera ronda de la Fórmula 3 francesa, pero el catalán fue uno de los seis pilotos que no lograron calificarse para la carrera.  Este resultado se repitió en la segunda ronda, la VII Coupe de Vitesse en Pau.  El Selex se clasificó para su primera carrera en el circuito de Montjuïc, pero un fallo de motor le impidió completar una sola vuelta. 
Fórmula 2
En 1974, Selex recibió el pedido de un coche de Fórmula 2 para Van Hool. El coche se fabricó en la planta de Van Hool en Zaragoza y Jaume Xifré lo probó en el Circuito de Zolder en 1975. Éste fue el último proyecto de Xifré, ya que el ingeniero dejó la compañía ese mismo 1975 para incorporarse a Juncosa  y fue sustituido por Guitart.

### Éxito en la Fórmula 1430
Después de que Cañellas decidiera concentrarse en su carrera dentro del motociclismo y SEAT lanzara la Fórmula 1430, Selex se retiró durante un corto período de la Fórmula 3 y, tras la entrada en la sociedad de Francisco Guitart, decidió de crear una empresa subsidiaria llamada Selex Competición, dedicada en exclusiva a la construcción de monoplazas para la nueva Fórmula.  Acto seguido, Xifré diseñó el ST 3 para correr en la nueva Fórmula 1430. Más de la mitad de los pilotos que participaron en esta fórmula lo hicieron en coches Selex. El primer campeonato de la marca (de los once que acabaron logrando en la 1430) llegó en la última ronda, gracias a las manos de Paco Josa, que se impuso por dos puntos al gran rival de la marca esa temporada: Emilio Zapico que pilotaba un Lince.
De 1972 a 1976, con un Lince en declive y con un Etco con poca representación en la parrrilla, el Selex ST3 y sus evoluciones ganaron todas las carreras de la Fórmula 1430. Tras el éxito de este campeonato, en 1974, SEAT lanzó la Fórmula 1800. Javier Juncadella ganó su edición inaugural con un Selex, con gran oposición de los Martini construidos por Flash Monthlèry. Al año siguiente, el Selex ST 4 compitió en el Desafío Europeo de Fórmula Renault con Josep Lluís Ferrer, pero sin resultados notables. Martini superó a Selex en la Fórmula 1800 en los años 1975 y 1976 con Juan Ignacio Villacieros, y después este campeonato fue discontinuado. En 1975 se presentó el ST5, pero fue vencido a menudo en los circuitos por el antiguo ST3. En 1978 se presentó un nuevo coche de Fórmula 3, el ST. Miguel Molons hijo tenía la intención de competir en el Campeonato de Europa de Fórmula 3 pero la falta de presupuesto se lo impidió y el coche se reconvirtió en uno de Fórmula 1430. Con este nuevo ST7, Manuel Valls ganó el campeonato de Fórmula 1430 en 1979.
|           |
| Selex ST3 |

|             |
| Selex ST3-E |

|           |
| Selex ST4 |

|           |
| Selex ST5 |

|           |
| Selex ST7 |

### El ocaso y la Escudería Avidesa
Una vez terminada la temporada de 1979, ante las dudas de la continuidad del campeonato (finalmente siguió renombrándose como Fórmula Nacional hasta su desaparición en 1985) Selex decidió no construir más coches de esta fórmula.  Selex Competición desapareció, y Molons reavivó entonces su negocio de amortiguadores. Mientras las últimas ediciones de la Fórmula 1430 las ganaban pilotos con sendas Selex ST7: el valenciano Enrique Llobell ganó el título de 1980 y su hermano José Luis el de 1981 (la Fórmula 1430 fue discontinuada en 1985). Ford pidió a Selex diseñar los coches para su nueva Fórmula Fiesta, pero Molons declinó la oferta y el contrato fueron a parar a los Juncosa. 
En 1981, Manuel Valls pidió a Selex diseñar un nuevo coche de Fórmula 3. El nuevo modelo, con motor Toyota, se llamó inicialmente ST9 y después Avidesa, ya que el principal patrocinador del coche fue esta empresa valenciana. Manuel Valls hizo debutar el coche en el Jarama en 1982, pero después de pilotarlo en los entrenamientos, el coche se estropeó y no pudo empezar la carrera.  Adrián Campos, nieto del dueño de Avidesa, y José Luis Llobell pilotaron el coche en el Campeonato de Fórmula 3 Europea de la FIA de 1983 con Paco Guitart al frente del equipo. Campos consiguió como mejor resultado una séptima posición en el Jarama.  Para la temporada siguiente se disolvió el equipo dado los malos resultados del chasis y la oferta que recibió Adrián para correr con el equipo oficial de Volkswagen Motorsport.
Resultados temporada 1983
| Pilotos           | VAL | NÜR | ZOL | MAG | OST | LAC | SIL | MNZ | MIS | ZAN | KNU | NOG | JAR | IMO | DON | CRO | Pos | Pts |
| ----------------- | --- | --- | --- | --- | --- | --- | --- | --- | --- | --- | --- | --- | --- | --- | --- | --- | --- | --- |
| Adrián Campos     |     | C   | 22  | 11  | WD  | DNQ | 18  | 9   | 11  | Ret |     | Ret | 7   | Ret | Ret |     | NC  | 0   |
| Jose Luis Llobell |     | C   | 19  | 10  | 21  | DNQ | Ret | Ret | 8   |     |     | Ret | Ret | Ret | 17  |     | NC  | 0   |

## Coches construidos por Selex
| Año  | Modelo               | Competición               | Cant. | Diseñador         | Notas                               |
| ---- | -------------------- | ------------------------- | ----- | ----------------- | ----------------------------------- |
| 1965 | ST-1                 | Fórmula IV                | 1     | Miquel Molons     |                                     |
| 1966 | Artés Guepardo       | Fórmula IV                | 19    | Jaume Xifré       |                                     |
| 1966 | Artés Guepardo       | Fórmula 3 / Fórmula Libre | 19    | Jaume Xifré       |                                     |
| 1967 | Artés Campeador      | Gran Turismo              | 1     | Jaume Xifré       | Construido para José Artés de Arcos |
| 1968 | ST-2                 | Fórmula 3                 | 3     | Jaume Xifré       |                                     |
| 1969 | Autotécnica Cordobán | Gran Turismo              | 3     | Jaume Xifré       | Construido para Antonio Madueño     |
| 1970 | ST-3                 | Fórmula 1430              | 45    | Jaume Xifré       |                                     |
| 1973 | ST-4                 | Fórmula 1800              | 26    | Jaume Xifré       |                                     |
| 1973 | ST-4                 | Fórmula Renault Eur.      | 26    | Jaume Xifré       |                                     |
| 1974 | Van Hool VHM         | Fórmula 2                 | 2     | Jaume Xifré       | Construido para Van Hool            |
| 1975 | ST-5                 | Fórmula 1430              | 25    | Francisco Guitart |                                     |
| 1977 | ST-6                 | Fórmula 1430              | 1     | Francisco Guitart |                                     |
| 1978 | ST-7                 | Fórmula 1430              | 1     | Francisco Guitart |                                     |
| 1978 | ST-7                 | Fórmula 3                 | 1     | Francisco Guitart |                                     |
| 1978 | ST-8                 | Fórmula 1430              | 1     | Francisco Guitart |                                     |
| 1981 | ST-9 (Avidesa 383)   | Fórmula 3                 | 3     | Francisco Guitart | Construido para Manuel Valls        |